# Heneage Finch, 1:e earl av Nottingham
Heneage Finch, 1:e earl av Nottingham, född den 23 december 1621, död 1682, var en engelsk ämbetsman, son till talmannen Heneage Finch, far till Daniel Finch, 2:e earl av Nottingham och Heneage Finch, 1:e earl av Aylesford.
Finch framträdde efter restaurationen 1660 som åklagare i målet mot "kungamördarna" och förfäktade i underhuset under de följande åren med iver hovets och kyrkans intressen. År 1670 blev Finch generaladvokat (attorney general) och 1673 efter Shaftesbury storsigillbevarare, upphöjdes 1674 till peer (baron Finch av Daventry) och blev samma år i december lordkansler.
År 1681 upphöjdes han till earl av Nottingham. Finch var som domare opartisk och rättrådig samt inlade stora förtjänster om utvecklingen av den engelska "billighetsrätten" ("equity"). I politiken lydde han fogligt Karl II:s anvisningar samt förstod att i parlamentet, där han var träget verksam i en mängd kommittéer, utöva ett förmedlande inflytande.